# ناحیه روز، میشیگان
ناحیه روز (به انگلیسی: Day Township) یک منطقهٔ مسکونی در ایالات متحده آمریکا است که در شهرستان مونتکالم، میشیگان واقع شده‌است.
 ناحیه روز ۹۱٫۴ کیلومتر مربع مساحت و ۱٬۲۸۲ نفر جمعیت دارد و ۲۹۳ متر بالاتر از سطح دریا واقع شده‌است.